# Chrysobothris analis
Chrysobothris analis är en skalbaggsart som beskrevs av Leconte 1860. Chrysobothris analis ingår i släktet Chrysobothris och familjen praktbaggar. Inga underarter finns listade i Catalogue of Life.